# Борзов (потік)
Борзов (словац. Borzov) — річка у регіоні Турня в Словаччині, ліва притока Бодви, протікає в окрузі Кошиці-околиця.
Довжина приблизно 7.9-8.5 км. Витік знаходиться в масиві Воловські гори (частина Койшовська-Голя; схил гори Три Студні) — на висоті близько 850 метрів. Протікає Кошицькою улоговиною — територією сіл Медзев і Вишній Медзев.
Впадає в Бодву на висоті приблизно 280—285 метрів.